# Tre bröder (film)
Tre bröder (italienska: Tre fratelli) är en italiensk-fransk dramafilm från 1981 i regi av Francesco Rosi.
Filmen är baserad på en roman av Andrej Platonov. Den var Italiens bidrag till Oscar för bästa internationella långfilm 1982.

## Handling
Tre bröder reser tillbaka till sin släktgård i södra Italien sedan deras mor dött.

## Rollista i urval
- Philippe Noiret - Raffaele
- Michele Placido - Nicola
- Vittorio Mezzogiorno - Rocco
- Charles Vanel - Donato
- Andréa Ferréol - Raffaeles hustru
- Maddalena Crippa - Giovanna
- Marta Zoffoli - Marta
- Simonetta Stefanelli - Donatos hustru